# World Games 2022/Kraftdreikampf
Bei den World Games 2022 in Birmingham, Alabama, wurden vom 8. bis 10. Juli acht Wettbewerbe im Kraftdreikampf ausgetragen. Austragungsort war das Concert Hall des Birmingham-Jefferson Convention Complex.

## Bilanz

### Medaillenspiegel
| Platz  | Land                         | Gold | Silber | Bronze | Gesamt |
| ------ | ---------------------------- | ---- | ------ | ------ | ------ |
| 1      | Ukraine                      | 2    | 1      | 4      | 7      |
| 2      | Japan                        | 2    | —      | —      | 2      |
| 3      | Polen                        | 1    | 1      | —      | 2      |
| 4      | Italien                      | 1    | —      | 1      | 2      |
| 5      | Kanada                       | 1    | —      | —      | 1      |
| 6      | Norwegen                     | 1    | —      | —      | 1      |
| 7      | Amerikanische Jungferninseln | —    | 3      | 1      | 4      |
| 7      | Chinesisch Taipeh            | —    | 2      | —      | 2      |
| 7      | Vereinigte Staaten           | —    | 1      | —      | 1      |
| 10     | Frankreich                   | —    | —      | 1      | 1      |
| 10     | Großbritannien               | —    | —      | 1      | 1      |
| Gesamt | Gesamt                       | 8    | 8      | 8      | 24     |

### Medaillengewinner
Männer
| Disziplin          | Gold                       | Silber                 | Bronze                   |
| ------------------ | -------------------------- | ---------------------- | ------------------------ |
| Leichtgewicht      | Yusuke Satake (JPN)        | Hsieh Tsung-ting (TPE) | Hassan El Belghiti (FRA) |
| Mittelgewicht      | Kjell Egil Bakkelund (NOR) | Mykola Barannik (UKR)  | Paul Douglas (ISV)       |
| Schwergewicht      | Wolodymyr Ryssjew (UKR)    | Ian Bell (ISV)         | Danylo Kowaljow (UKR)    |
| Superschwergewicht | Oleksij Bytschkow (UKR)    | Yang Sen (TPE)         | Tony Cliffe (GBR)        |

Frauen
| Disziplin          | Gold                   | Silber                  | Bronze                       |
| ------------------ | ---------------------- | ----------------------- | ---------------------------- |
| Leichtgewicht      | Yukako Fukushima (JPN) | Zuzanna Kula (POL)      | Anastassija Derewjanko (UKR) |
| Mittelgewicht      | Carola Garra (ITA)     | Taylor LaChapelle (ISV) | Laryssa Solowjowa (UKR)      |
| Schwergewicht      | Agata Sitko (POL)      | Kelsey McCarthy (ISV)   | Francesca Parrello (ITA)     |
| Superschwergewicht | Rhaea Stinn (CAN)      | Bonica Brown (USA)      | Tetjana Melnyk (UKR)         |